# یحیی مدرسی تهرانی
یحیی مدرسی تهرانی (متولد ۱۳۲۴، تهران)، زبان‌شناس ایرانی و استاد پژوهشگاه علوم انسانی و مطالعات فرهنگی است. او دانش‌آموختهٔ دکتری زبان‌شناسی از دانشگاه ایالتی کانزاس آمریکاست. 

## آثار
- درآمدی بر جامعه‌شناسی زبان، یحیی مدرسی، تهران: پژوهشگاه علوم انسانی و مطالعات فرهنگی، ۱۳۶۸ (برگزیدهٔ کتاب سال)
- فرهنگ اصطلاحات دوران قاجار: قشون و نظمیه، یحیی مدرسی، حسین سامعی، زهرا صفوی مبرهن، تهران: دفتر پژوهش‌های فرهنگی و شورای گسترش زبان فارسی، ۱۳۸۱ (شایستهٔ تقدیر کتاب سال)
- درآمدی بر زبان‌شناسی تاریخی، آنتونی آرلاتو، یحیی مدرسی (مترجم)، تهران: پژوهشگاه علوم انسانی و مطالعات فرهنگی، ۱۳۷۳ و ۱۳۸۴
- تاریخ عمومی آفریقا: زبان‌شناسی و تاریخ‌نگاری'، ترجمهٔ گروهی، تهران: انتشارات علمی و فرهنگی، ۱۳۷۲
- زبان‌شناسی نوین: نتایج انقلاب چامسکی، نیل اسمیت، ترجمهٔ گروهی، تهران: انتشارات آگاه، ۱۳۶۷
- فارسی در گفتار (به صورت سی دی). سرپرست و مجری طرح، تهران: دفتر پژوهش های فرهنگی و شورای گسترش زبان فارسی، 1381
- زبان و رسانه با گرایش به زبان فارسی و رادیو: مجموعه مقالات هم‌اندیشی زبان و رسانه (به‌اهتمام)، تهران: طرح آینده، ۱۳۸۷
- زبان و مهاجرت، یحیی مدرسی، تهران: پژوهشگاه علوم انسانی و مطالعات فرهنگی، ۱۳۹۴